# Volvo 480 Cabriolet
Volvo 480 Cabriolet var en konceptbil från Volvo som skulle bli företagets svar på kompaktcabrioletvågen under 1980-talet. Bilen väckte begränsat intresse och lanserades aldrig. Tillverkaren av själva cabrioleten gick i konkurs vilket också bidrog till att det aldrig blev någon serieproduktion. Bilen var utrustad med en 1,7-liters Renaultmotor (B17) med turbo och 120 hk, 5-växlad växellåda och störtbåge. Motorn återfinns även i sugutförande i Volvo 340-serien.